# Teutoniella plaumanni
Teutoniella plaumanni är en spindelart som beskrevs av Brignoli 1981. Teutoniella plaumanni ingår i släktet Teutoniella och familjen Micropholcommatidae. Inga underarter finns listade i Catalogue of Life.